# Edison Denisov
Edison Vasil'evič Denisov in russo 'Эдисо́н Васи́льевич Дени́сов? (Tomsk, 26 aprile 1929 – Saint-Mandé, 24 novembre 1996) è stato un compositore russo.
Allievo e confidente di Dmitrij Šostakovič, fondò assieme ad Andrej Volkonskij, Alfred Schnittke, Sofija Gubajdulina e Valentyn Syl'vestrov un consorzio di avanguardia musicale e si pose come esponente del cosiddetto panorama underground della musica sovietica.

## Biografia
Edison Denisov nacque a Tomsk, in Siberia, da padre fisico – che, in ossequio all'illustre inventore statunitense, gli diede il nome di "Edison" – e madre medico. Studiò matematica  all'Università della città natale, arrivando anche a guadagnarsi il dottorato nel 1951 con una tesi sull'analisi delle funzioni.
Denisov suggellò la sua decisione di votare la sua vita alla composizione con l'iscrizione al Conservatorio di Mosca nel 1952 - scelta particolarmente corroborata dagli incitamenti del maestro Dmitrij Šostakovič: studiò composizione con Vissarion Šebalin, orchestrazione con Nikolaj Rakov, analisi musicale con Viktor Zuckerman e pianoforte con Vladimir Belov. Tra il 1956 e il 1959, sui trent'anni, compose la sua prima opera in tre atti, Ivan-Soldat (il soldato Ivan), imperniata su temi della letteratura tradizionale e del folklore russo.
Studiò materiale difficilmente reperibile, quasi contumace per la Russia dell'epoca, materiale che andava da Gustav Mahler e Claude Debussy a Pierre Boulez e Karlheinz Stockhausen; negli anni sessanta conobbee la musica di Arnold Schönberg, Alban Berg e Anton Webern, passata in rassegna da musicisti di passaggio come Glenn Gould. Accostò ai suoi primi approcci alla composizione un periodo discretamente florido di pubblicazioni su analisi delle tecniche compositive contemporanee.
Ottenuto il diploma, esordì come insegnante di orchestrazione ed in seguito di composizione allo stesso conservatorio; tra gli allevi ci furono Dmitrij Smirnov, Sergej Pavlenko, Jurij Kasparov, Oleksandr Ščetyns'kyj e Dmitrij Kapyrin.
Il suo peculiare stile compositivo, totalmente alieno agli standards sovietici, lo portò nel 1979 a essere incluso nella lista nera di Tichon Chrennikov, assieme a personalità come Sofija Gubajdulina; i cosiddetti "sette di Chrennikov" potevano ritenersi estromessi dal panorama dei festival musicali in Occidente.
Nel 1990 prese le briglie dell'Associazione per la Musica Contemporanea (ACM), ricomposta dopo decenni di quiescenza, ed è in questo periodo che cominciò a mietere riconoscimenti pubblici e ufficiali in patria.
In seguito si spostò a Parigi ove, dopo un incidente e un lungo strascico di malattia, morì nel 1996.

## Lo stile
Lo stile compositivo di Denisov è da considerarsi un affrancamento dalle tecniche seriali verso una sempre maggiore sobrietà, una linearità melodica e strutturale; il compositore non ha mai assecondato le influenze del passato o quelle di altri generi musicali, a eccezione che per il jazz.

## Opere
Fu con il felice ciclo per soprano e orchestra da camera Le soleil des Incas (1964), dedicato a Pierre Boulez e costruito sui versi di Gabriela Mistral, che il compositore russo cominciò a mietere risonanza mondiale - guadagnando persino gli elogi di Igor' Stravinskij. Fece però anche incetta di mordaci critiche da parte dell'Unione dei Compositori Sovietici, fieramente capeggiata da quel Chrennikov della lista che ne stigmatizzò la "influenza occidentale" , la "erudizione al posto della creatività" e il "totale arbitrio compositivo".
Degni di nota sono il concerto per flauto dedicato a Aurèle Nicolet, quello per violino in ossequio a Gidon Kremer, lavori per il celebre oboista Heinz Holliger, per il clarinettista Eduard Brunne, la sonata per sassofono e pianoforte dedicata a Jean-Marie Londeix - un lavoro oramai cristallizzatosi come uno standard tra i sassofonisti -, il sobrio ma intenso Requiem, stilato in più lingue (tedesco, inglese, francese e latino), basato sui lavori di Francisco Tanzer, l'opera La schiuma dei giorni (L'Écume des jours) su temi di Boris Vian, Quatre Filles su Pablo Picasso e il balletto Confessione su temi di Alfred de Musset.

## Lavori scelti
- 1956-9 Il soldato Ivan (in russo Иван-солдат?, opera in tre atti su temi del folklore russo
- 1964 Le soleil des Incas (Солнце инков — Il Sole degli Incas), testi di Gabriela Mistral per soprano, flauto, oboe, corno, tromba, due pianoforti, percussioni, violino e violoncello
- 1964 Canzoni italiane, testi di Alexander Blok per soprano, flauto, corno, violino e clavicembalo
- 1966 Les pleurs (Плачи — Lamentations), su testi tradizionali russi, per pianoforte e tre percussionisti
- 1968 Ode (in memoria di Che Guevara) per clarinetto, pianoforte e percussioni
- 1968 Musique Romantique (Романтическая музыка — Musica romantica) per oboe, arpa e trio d'archi
- 1968 Autunno (Осень) after Velemir Chlebnikov for thirteen solo voices
- 1969 Trio per archi
- 1969 Quartetto per fiati
- 1969 Silhouettes per flauto, due pianoforti e percussioni
- 1969 Chant des Oiseaux (Пение птиц) per pianoforte preparato (o clavicembalo) e nastro registrato
- 1969 DSCH per clarinetto, trombone, violoncello e pianoforte
- 1970 Due canzoni su versi di Ivan Bunin per soprano e pianoforte
- 1970 Peinture (Живопись — Pittura) per orchestra
- 1970 Sonata per sassofono alto e pianoforte
- 1971 Trio con pianoforte
- 1972 Concerto per violoncello ed orchestra
- 1973 La vie en rouge (Жизнь в красном цвете — La vita in rosso), su temi di Boris Vian per voce solista, flauto, clarinetto, violino, violoncello, pianoforte e percussioni
- 1974 Concerto per pianoforte ed orchestra
- 1974 Signes en blanc (Знаки на белом — Segni in bianco) per pianoforte
- 1975 Concerto per flauto ed orchestra
- 1977 Concerto per violino ed orchestra
- 1977 Concerto Piccolo per sassofono e sei percussionisti
- 1980 Requiem su versi e litanie di Francisco Tanzer per soprano, tenore, coro e orchestra
- 1981 L'écume des jours (Пена дней — La schiuma dei giorni), opera su temi di Boris Vian
- 1982 Tod ist ein langer Schlaf (Смерть — это долгий сон — La morte è un lungo sopore) — Variazioni sul canone per violoncello ed orchestra di Haydn
- 1982 Sinfonia da camera No. 1
- 1982 Concerto per fagotto, violoncello ed orchestra
- 1983 Cinque studi per fagotto solista
- 1984 Confessione (Исповедь), balletto in tre atti su temi di Alfred de Musset
- 1985 Tre Immagini su Paul Klee per viola, oboe, corno, pianoforte, vibrafono e contrabbasso
- 1986 Quatre Filles (Четыре девушки — Le quattro ragazze), an opera in one act after Pablo Picasso
- 1986 Concerto per viola ed orchestra
- 1986 Concerto per oboe ed orchestra
- 1987 Prima sinfonia
- 1989 Concerto per clarinetto ed orchestra
- 1989 Quattro poemi su G. de Nerval per voce, flauto e pianoforte
- 1991 Concerto per chitarra
- 1992 Storia di vita e morte di Gesù Cristo Nostro Signore secondo Matteo per basso, tenore, coro e orchestra
- 1993 Sonata per clarinetto e pianoforte
- 1993 Concerto per flauto, vibrafono, clavicembalo e orchestra d'archi
- 1993 Completamento dell'opera Rodrigue et Chimène di Claude Debussy
- 1994 Sinfonia da camera No. 2
- 1994 Sonata per sassofono alto e violoncello
- 1995 Cori per Medea per coro e orchestra
- 1995 Completamento dell'oratorio opera-oratorio Lazarus oder Die Feier der Auferstehung (Лазарь и торжество Воскрешения) di Franz Schubert
- 1995 Trio per flauto, fagotto e pianoforte
- 1995 Des ténèbres à la lumière (Dalle tenebre alla luce) per fisarmonica. Publ.: Paris, Leduc, 1996. Dur. 15'.
- 1996 Seconda sinfonia
- 1996 Tre Cadenze per il concerto per flauto ed arpa di Mozart (aprile-maggio)
- 1996 Sonata per due flauti (maggio)
- 1996 Concerto per flauto, clarinetto e orchestra (luglio)
- 1996 Femme et oiseaux (La donna e gl'uccelli) in omaggio a Joan Miró per pianoforte, quartetto d'archi e di fiati (luglio-agosto)
- 1996 Avant le coucher du soleil per flauto e vibrafono (ultimo lavoro, completato il 16 agosto).